# Шиофок
Ши́офок (венг. Siófok) — город в юго-западной Венгрии, расположенный на южном берегу Балатона. Крупнейший населённый пункт южного берега озера, курорт. Город стоит в месте, где из Балатона вытекает река Шио, соединённая с помощью Шиофокского канала с Дунаем. Город получил своё имя по названию реки.
Численность населения Шиофока по данным на 1 января 2014 года — 25 355 человек.

## География и транспорт
Город расположен примерно в 115 километрах к юго-западу от Будапешта. Через город проходят железная и автомобильная (Е71) магистрали Будапешт — Загреб. Шиофок связан регулярным автобусным и железнодорожным сообщением с Будапештом и соседними городами. Время пути на поезде до Будапешта — около 2 часов.
Шиофок — важный узел водного транспорта. Шиофокский порт — крупнейший на Балатоне. Здесь швартуются как прогулочные суда, так и выполняющие регулярные рейсы по озеру. Шиофокский канал обеспечивает транспортную связь между Балатоном и Дунаем.

## История
См. также История Балатона, История Венгрии
Поселение в месте, где Шио вытекает из Балатона существовало ещё в римскую эпоху. В 292 году до н. э. римлянами был прорыт Шиофокский канал, который пришёл в упадок, равно как и сам Шиофок после крушения империи. Во времена турецкого владычества канал был восстановлен и снова начал использоваться, что способствовало росту города.
Однако настоящий расцвет Шиофока начался уже после изгнания турок и вхождения Венгрии в состав империи Габсбургов и был связан с развитием побережья Балатона, как курортного региона. Статус курорта Шиофок получил в конце XVIII века и до сегодняшнего времени пользуется большой популярностью отдыхающих.
В 1882 году в Шиофоке родился знаменитый композитор Имре Кальман.

## Санаторно-курортное значение
В окрестностях города большое количество популярных пляжей на так называемых Золотом и Серебряном берегах, разделённых рекой Шио. Кроме пляжного отдыха, в городе предлагается и санаторное лечение.

## Достопримечательности
- Аллея Петёфи — прогулочная аллея вдоль набережной Балатона. К ней примыкает красивый Парк Йокаи.
- Площадь Свободы — центральная площадь города. Посредине возвышается оригинальная водонапорная башня высотой 45 метров, построенная в 1912 году.
- Оулу-парк. Назван в честь финского города Оулу, побратима Шиофока. В парке находится деревянная лютеранская церковь крайне оригинальной архитектуры.
- Шлюз Шио. Построен в 1863 году. Первый шлюз, позволивший регулировать уровень воды в Балатоне.
- Музей Имре Кальмана. Посвящён жизни и творчеству знаменитого уроженца города.

## Население
| Год  | Численность | Численность |
| ---- | ----------- | ----------- |
| 2013 | 25 441      | [ 5 ]       |
| 2014 | 25 355      | [ 6 ]       |
| 2018 | 25 461      | [ 7 ]       |
| 2021 | 26 451      | [ 8 ]       |
| 2022 | 23 742      | [ 9 ]       |
| 2023 | 24 390      | [ 10 ]      |
| 2024 | 24 021      | [ 2 ]       |

## Города-побратимы
- Бад-Киссинген, Германия
- Вальдхайм, Германия
- Георгени, Румыния
- Ландсберг-ам-Лех, Германия
- Нетания, Израиль (30 апреля 2009)[11]
- Оулу, Финляндия
- Пореч, Хорватия
- Пярну, Эстония
- Сен-Лоран-дю-Вар, Франция
- Уолнат-Крик, США